# Hunald II av Akvitanien
Hunald II av Akvitanien, död 769, var hertig av Akvitanien mellan 768 och 769.
Han var son till hertig Waiofar av Akvitanien. 768 erövrades det självständiga hertigdömet Akvitanien av Frankrike under Pippin den lille. Hunald II gjorde senare samma år uppror mot frankerna. Upproret slogs ned av Karl den store, som tillfångatog Hunald. Hertigdömet Akvitanien återupprättades först 852 under Ranulf I av Akvitanien, men då som fransk vasallstat.